# 花園新城
24°55′52″N 121°32′57″E / 24.931131°N 121.549049°E
花園新城是位於臺灣新北市新店區的一處山坡地度假村社區，由新城實業公司動工承建，傅修澤蘭統籌規劃設計，位於新北市新店區小粗坑山，初規劃40公頃，實際開發27公頃，設計有12個村落。:2:6花園新城被視為臺灣第一個知名的山坡地社區開發案，實踐了埃比尼泽·霍华德提出的田園城市理論。初時進出車輛及人員均有管制，並有私人雇用的社區巡邏員:19。由台灣省建築師公會出版的《台灣建築》報導稱，花園新城是新店第一起有規模的山坡地開發案。當時被視為僅次於陽明山，臺灣最高級的住宅群。:308

## 歷史

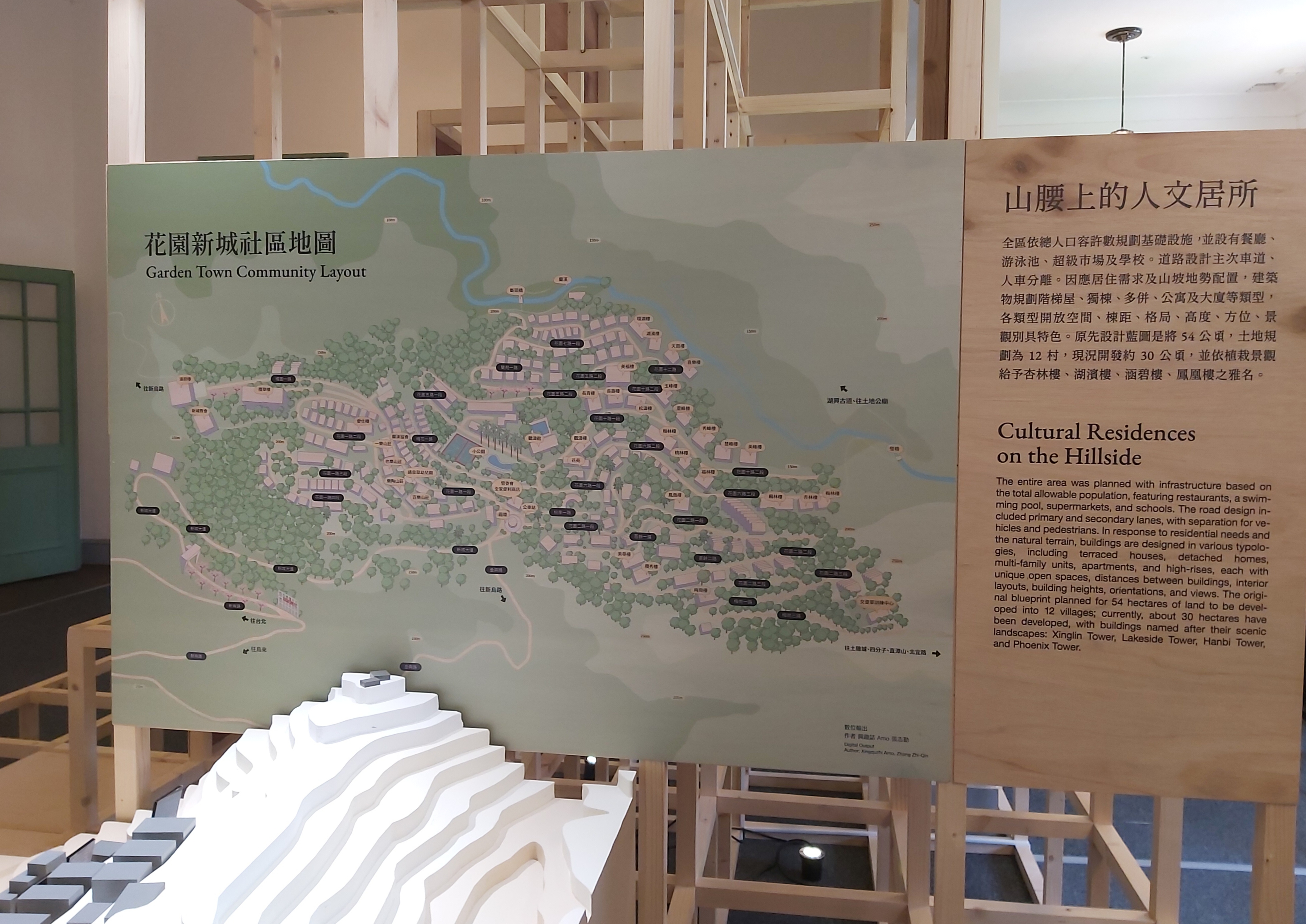
社區地圖

1960年代，傅積寬與修澤蘭夫婦在臺北縣新店鎮南方的丘陵地擘劃一塊生活機能健全的社區。傅積寬以新學的閩南語積極地向新店赤皮湖附近的地主洽談，說服他們將土地出售給新城公司闢建社區。:261-265。1968年，花園新城開發案見諸報端，取得臺北縣政府支持。:2:6修澤蘭委請李敖提供廣告詞，李敖為此設計了「不是花園在你家裡，是你家在花園裡」。

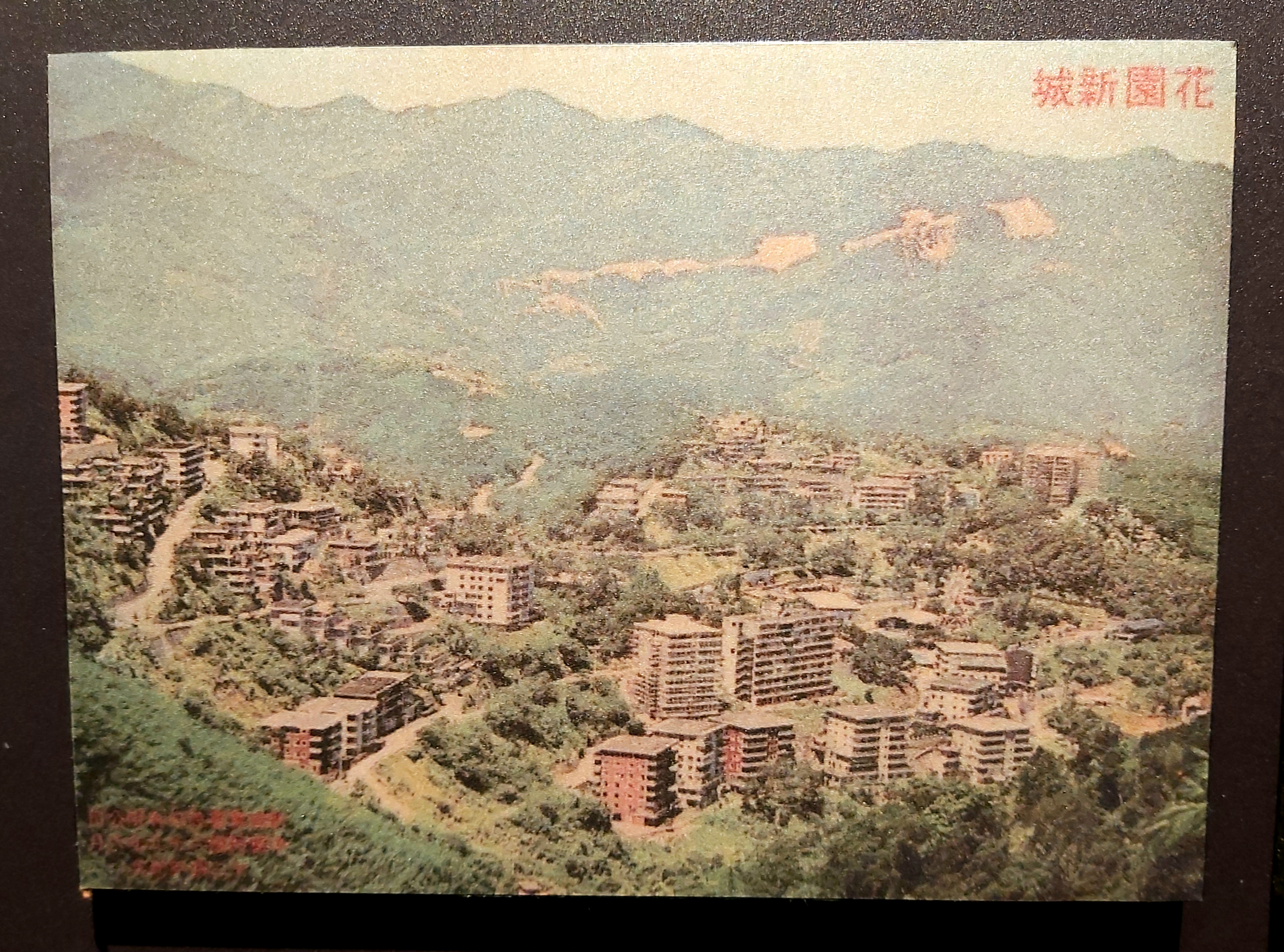
初建落成時的花園新城

初時新城公司全權管理花園新城，成立交通公司，開闢往返臺北市的交通車。新城公司投下鉅資，經營觀光飯店與兒童遊樂區。內有摩天輪、水上咖啡杯、小型動物園。鍾梅音在其主編的婦女雜誌上，以「現實世界的香格里拉」為題介紹了花園新城工程，:19-22介紹了花園新城內設立了諸多村落，有松濤村、蘭苑村、百樂村、橘林村、竹林村、仙岩村、百齡村、桃李村、長祿村、梅崗村、石林村、楓林村。:19-22
1970年代，臺灣電視公司的《翠笛銀箏》綜藝節目經常借用花園新城的游泳池與蘭溪等景點拍攝節目。:721975年，女童軍訓練中心成立。1979年，翡翠水庫動工。
1980年6月10日，花園新城一公寓遭竊賊侵入，竊走一把左輪手槍及珠寶首飾、現金共達300萬餘新台幣。警備總部成立專案小組偵辦。:613日捕獲三名嫌犯。:6 1983年，《臺北水源特定區細部計畫》發布實施，新城實業公司的土地受到開發限制，影響經營，日漸衰落。1986年，花園新城出現第一筆法拍案，摩天輪同年拆除。此後屬於新城公司的公設土地陸續遭到法院拍賣。花園新城的營運由新城實業公司負責，新城衰落以後，再成立京礅公司，兩公司掌握相關權利，進入管委會，一度將管委會更名為守委會，期間停辦兩年花蟲季，與住戶、里長發生多起糾紛，其中以水權及道路通行問題最為人所知。
1991年，新城住戶柏楊在社區園遊會的致詞提議，效仿歐洲山城聖馬利諾，建立花園新城共和國。:1061997年，安珀颱風過境臺灣島帶來降水，花園新城美峯樓後方邊坡出現嚴重坍方。:北縣文山版14
2004年1月，台灣蘭溪人文自然發展協會成立。2004年7月，總統府秘書長蘇貞昌「憲政改造徵詢之旅」親往花園新城拜訪柏楊。柏楊建言陳水扁謹慎保護民主，可修改中華民國國旗與國歌，留意本省人與外省人的衝突。:A4:A42005年成立社區管理委員會。2015年8月，颱風蘇迪勒帶來連日大雨，土壤飽含水分，終於9月釀災，聯外道路新城大道坍方。2019年，新北市政府水利局完成花園新城全區接管，可由臺北自來水事業處供應自來水。

## 影響
花園新城的出現，成為1980年代臺灣房地產業對山坡地開發的典範之一，尤其在新店市郊，1980年代出現13處大於200戶規模的社區。如青潭花園城、名人鄉村社區、黃金城、國泰青潭家園、大臺北華城、玫瑰中國城、臺北小城等。而在山坡地將景觀住宅與旅遊業結合發展的有湖山新城。另有大量住宅案場的行銷案取名為花園新城。

## 商業

### 便利商店
- 全家便利商店：新店新陽店

## 知名住民

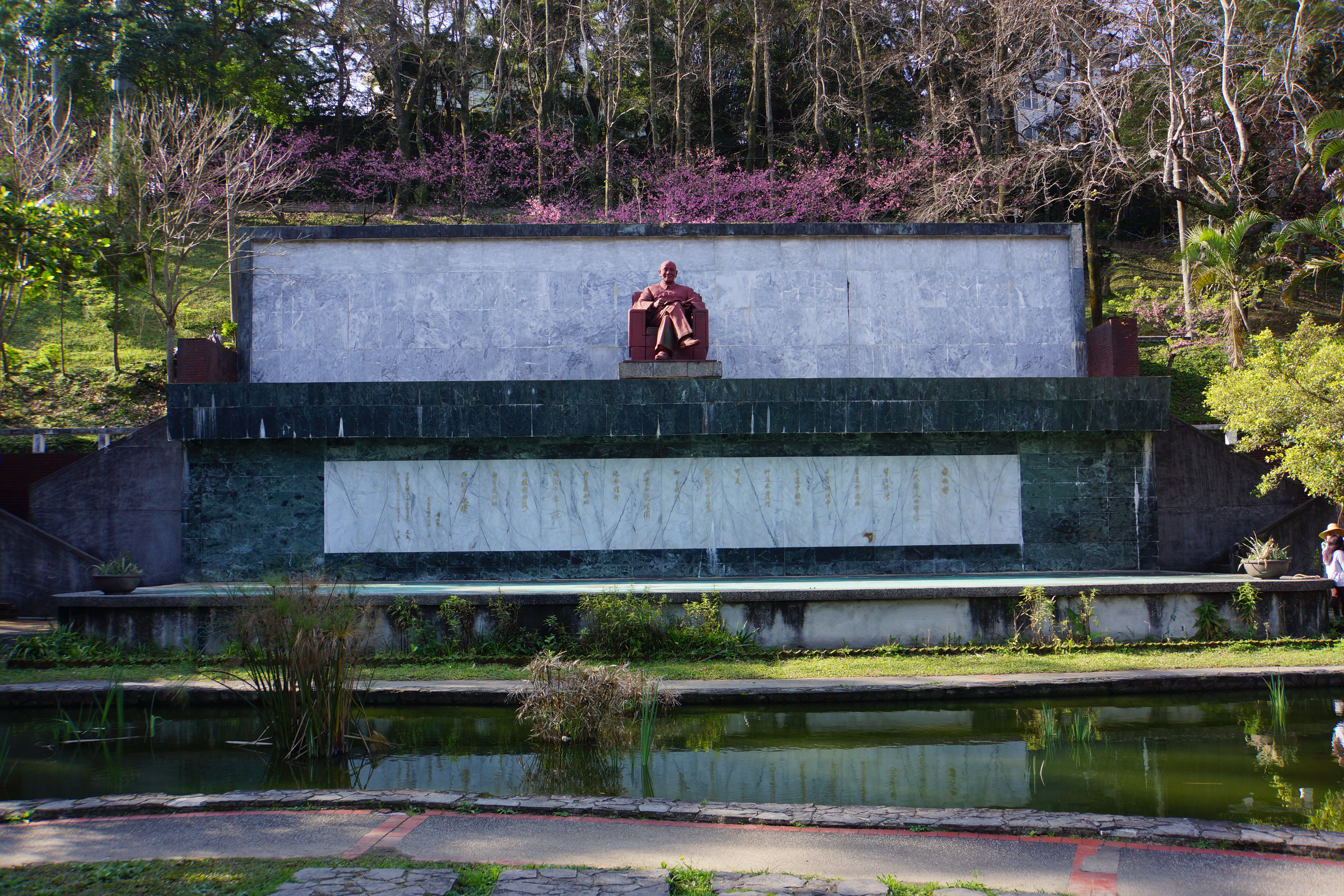
位於花園三路的蔣中正座像及傅積寬題字的碑文

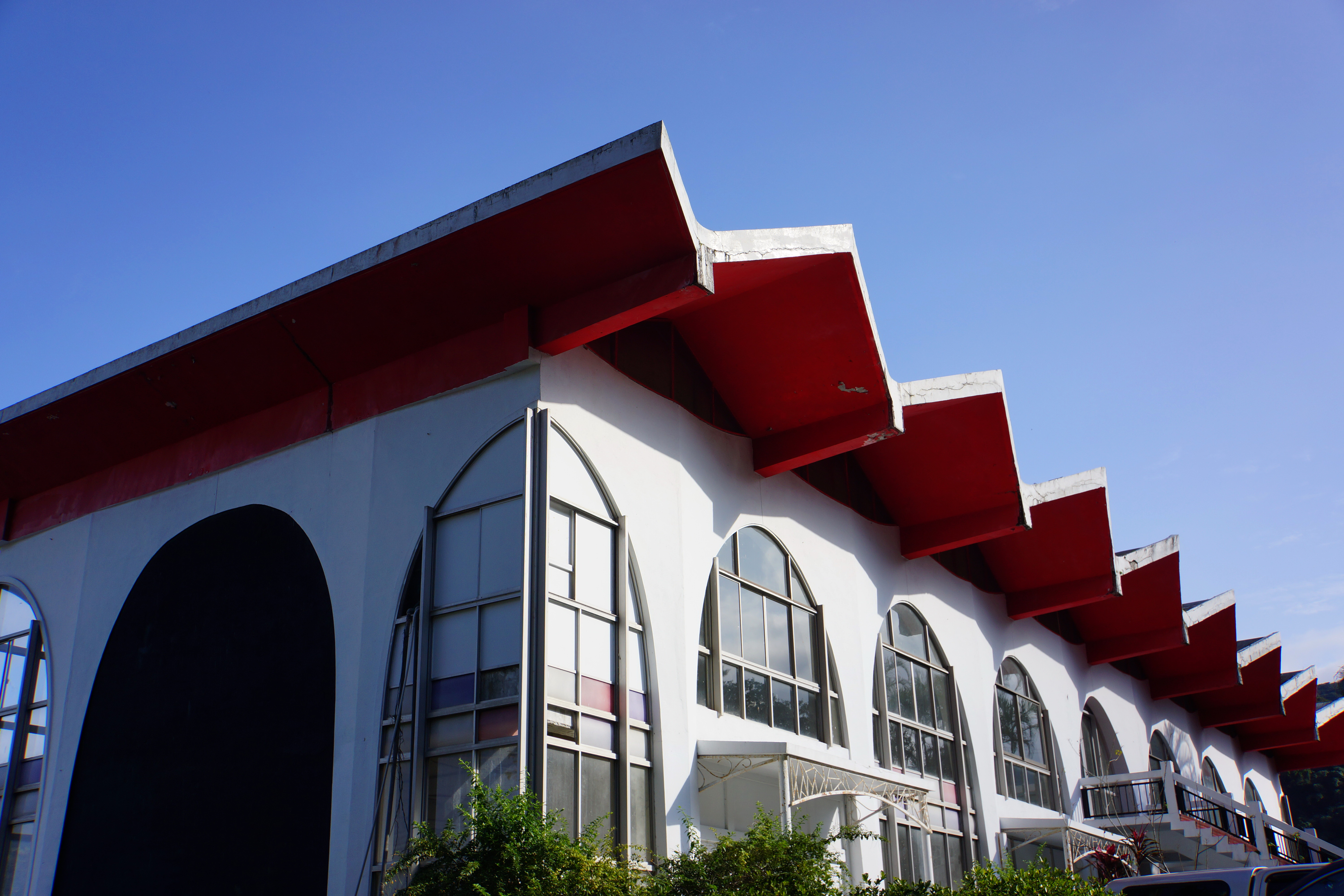
花園新城游泳池旁的聽濤館

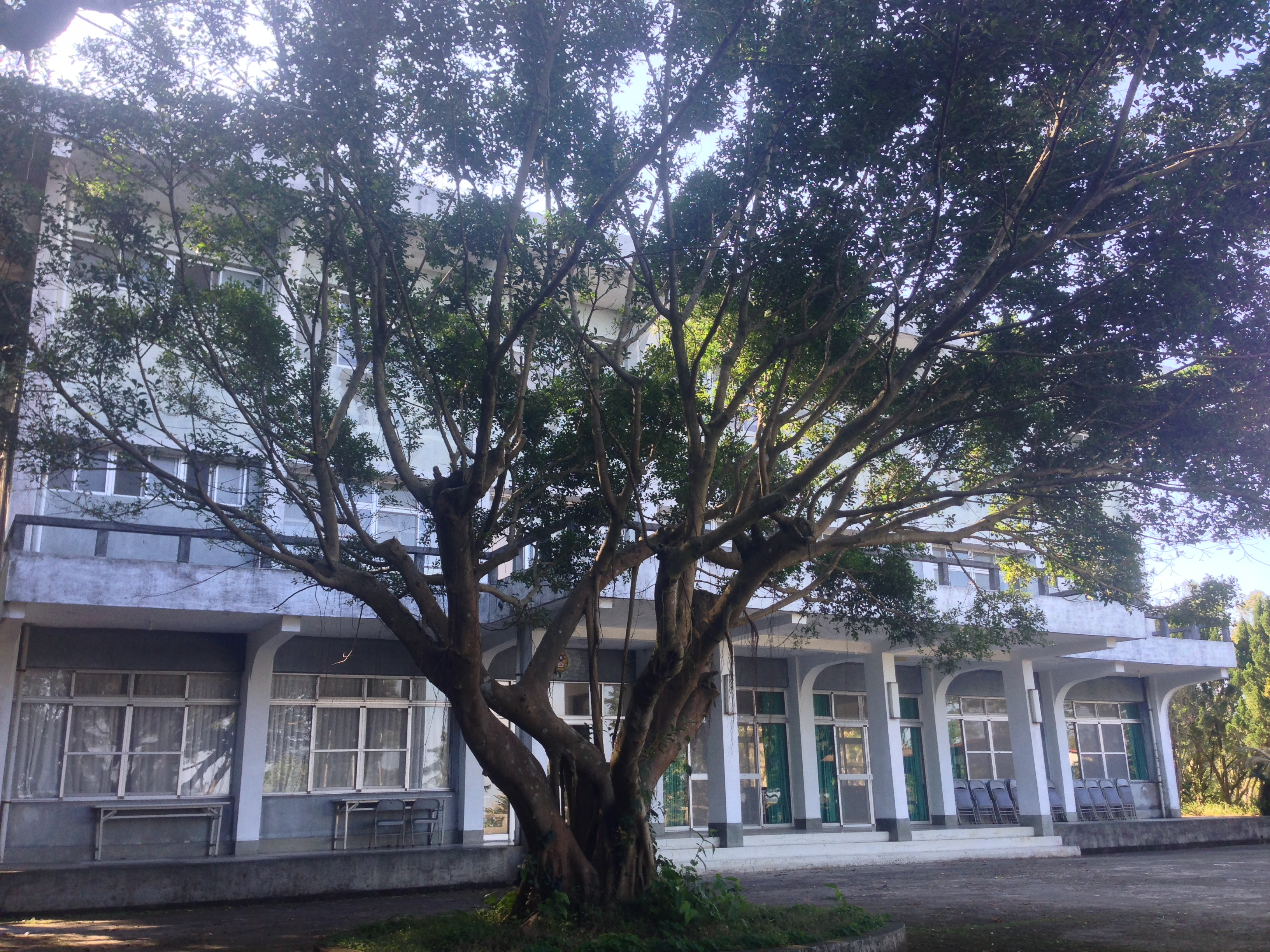
中華民國女童軍訓練中心

花園新城落成初期，因價格高昂且遠離城市，吸引了社經階層較高人士入住。而後花園新城沒落，房價下跌，許多藝文界人士入住。曾在花園新城居住或置產者包含以下名人：
- 劉闊才：中華民國行憲後第七任立法院院長
- 沈劍虹：中華民國前外交官
- 成舍我：世新大學創辦人[10]
- 張秘：徵信新聞創辦人、前總經理。
- 傅修澤蘭：建築師
- 薇薇夫人：國語日報前社長。
- 管運龍：現代詩人
- 柏楊：作家[18]
- 高信疆：作家，中時晚報前社長[10]
- 董作賓：故宮前副院長[10]
- 馬鎮方：交通部前代理部長[10]
- 唐文標：作家
- 胡德夫：音樂家
- 孟東籬：作家
- 劉俠：作家
- 陳靜：桌球運動員[23]
- 林濁水[24]
- 陳文茜[24]
- 蘇慶黎：臺灣社運人士[25]
- 李雅卿、唐鳳[26]:132-156
- 李偉文：作家[27]:37-39

## 外部連結
- 花園新城管委會 （页面存档备份，存于）
- 花園新城社區管理委員會的Facebook專頁
- 花園新城社區生活網 備份